# Jeremy Langford
Jeremy Langford (Wayne, 6 dicembre 1991) è un giocatore di football americano statunitense che milita nel ruolo di running back per i Chicago Bears della National Football League (NFL).

## Biografia

### Chicago Bears
Dopo avere giocato al college a football a Michigan State, Langford fu scelto nel corso del quarto giro (106º assoluto) del Draft NFL 2015 dai Chicago Bears. Debuttò come professionista subentrando nella gara del primo turno contro i Green Bay Packers in cui corse una volta per una yard. Nella settimana 10 partì per la prima volta come titolare al posto dell'infortunato Matt Forté guidando la squadra sia in yard corse (73) che in yard ricevute (109) con due touchdown segnati. La sesta marcatura su corsa la ottenne dieci giorni dopo nella gara del Giorno del Ringraziamento in cui i Bears espugnarono il Lambeau Field di Green Bay. La sua prima stagione si chiuse guidando la squadra con 6 touchdown su corsa e al secondo posto dietro a Matt Forté con 537 yard corse.

### Baltimore Ravens
Il 5 settembre 2017 Langford firmò con la squadra di allenamento dei Baltimore Ravens.

## Statistiche
| Partite totali      | 16  |
| Partite da titolare | 2   |
| Yard corse          | 537 |
| Touchdown su corsa  | 6   |

Statistiche aggiornate alla stagione 2015